# Zeva Herbsternte
A Zeva Herbsternte egy málnafajta. Szinonim nevei: Zeva 3, Zeva, Zeva Remontant
MgSzH besorolás: szaporításra engedélyezett, választékbővítő fajta. Fajtakód: 273208.
{Romy (Lloyd George I1) x Indian Summer} x Romy. Forschungsanstalt für Landwirtschaft (FAL), Wädenswil, Svájc, 1952. Honosító: Dr. Kollányi László és munkatársai, Fertődi Kutató Intézet. Minősítve: 1997.
Középerős növekedésű. Levelei középnagyok, sötétzöldek. Sarjai közepesen tüskések, hajlamosak. Levelei középnagyok, sötétzöldek. Fogékony az RBDV vírusfertőzésre. Az első érési szezon június harmadik dekádjától július közepéig tart. A másodtermése augusztus közepétől fagyokig érik. Termésmennyisége 40-50 százalékkal kevesebb, mint az Autumn Bliss fajtáé. Gyümölcse nagy (átlagosan 4.4 g), sötétvörös, kúpos, nagyon tetszetős. Közepes húsállományú. Íze kellemes, zamatos.
Friss fogyasztásra ajánlott, de magas színanyagtartalma miatt gyümölcse befőzési célra is megfelelő. Házikerti és üzemi termesztésre egyaránt alkalmas választékbővítő fajta.